# Jan Zábrana
Jan Zábrana (4. června 1931 Herálec – 3. září 1984 Praha) byl český básník, prozaik, esejista a překladatel z ruštiny a angličtiny.

## Život
Jan Zábrana se narodil v Herálci roku 1931 a v roce 1940 se s rodinou přestěhoval do Humpolce. Roku 1950 byla odsouzena jeho matka Jiřina Zábranová. Téhož roku složil maturitu na humpoleckém gymnáziu, ale nebyl vzhledem k politické perzekuci své rodiny přijat na filozofickou fakultu. Do roku 1952 studoval čtyři semestry na Katolické bohoslovecké fakultě UK v Praze, téhož roku byl odsouzen také jeho otec. Pak pracoval jako pomocný dělník v Tatrovce Smíchov, Družstvu Smalt v Radotíně, provozovně ve Veletržní ulici.
Poté se 27. října 1954 stal překladatelem na volné noze, ovšem také se začínaly projevovat záchvaty deprese. V roce 1957 debutoval v časopise s vlastní básnickou tvorbou. Při amnestii v roce 1960 byli propuštěni Zábranovi rodiče na svobodu. V roce 1963 se oženil s Marií Leskovjanovou (* 1938), o rok později se narodila dcera Eva.
V roce 1965 Zábrana vydal svoji první sbírku básní z let 1954–1962 Utkvělé černé ikony. Vlastní báseň mohl za svého života naposled vydat v roce 1969. Během normalizace mu bylo znemožněno vydávat vlastní tvorbu a mohl pouze překládat. V následujících letech upadal do stále těžších depresí. V roce 1976 Zábrana onemocněl diabetem a v roce 1984 zemřel na rakovinu. Je pohřben v Poděbradech.

## Tvorba
Od roku 1954 se věnoval literární práci jako překladatel z povolání. Zaměřil se zejména na ruskou, anglickou a americkou prózu a poezii a pro české čtenáře objevil četné pozoruhodné autory a hodnotná díla. Patří k nim např. překlad Osipa Mandelštama, či Borise Pasternaka. Především však znovuobjevil a do českého jazykového a literárního světa přivedl ojedinělé literární dílo ruského židovského autora Isaaka Babela. Babelova Rudá jízda byla do češtiny poprvé přeložena již roku 1928. Jan Zábrana však literární kvalitu díla podtrhl a umocnil svým básnickým citem a vybroušeným překladatelským řemeslem.
K řadě svých překladů připojil esejistické komentáře. Souborné vydání vyšlo pod titulem Potkat básníka (1989).
Přeložil básně Émile Verhaerena (sbírka Básně – výbor, překlady Jiří Konůpek a Jan Zábrana, Praha, SNKLU, 1962, edice Světová četba, Sv. 294).
Vedle překladatelské činnosti se věnoval vlastní literární tvorbě, především poezii. Za svého života publikoval sbírky Utkvělé černé ikony (1965), Lynč (1968) a Stránky z deníku (1968), v nichž usiloval o spojení básnického civilismu s filozoficky laděnou subjektivní tvůrčí tóninou. Celé jeho básnické dílo bylo vydáno posmrtně v souborech Jistota nejhoršího (1991) a Básně (1993).
V 50. letech psal hrabalovsky laděné prózy (Sedm povídek, 1993). Později napsal spolu s Josefem Škvoreckým několik detektivek (Vražda v zastoupení, 1967) a dětskou knížku Táňa a dva pistolníci (1965).
Sugestivní svědectví o době, svém životě, názorech a postojích podal ve svých poznámkách a deníkových záznamech. Ty začínají rokem 1948, přesněji popřevratovými událostmi a časově překlenují celý autorův život. Výbor z jeho deníků pod názvem Celý život byl poprvé uspořádán a vydán v roce 1992 a získal ocenění Kniha roku Lidových novin. Časopis A2 zařadil tuto knihu v roce 2020 do českého literárního kánonu po roce 1989, tedy do výběru nejdůležitějších českých knih v období třiceti let od sametové revoluce.

## Dílo

### Básnické sbírky
- Utkvělé černé ikony, Praha, Mladá fronta 1965, upravené a rozšířené vydání in Básně, Torst a Mladá fronta 1993
- Stránky z deníku, Čs. spisovatel 1968, upravené a rozšířené vydání in Básně, Torst a Mladá fronta 1993
- Lynč, Praha, Mladá fronta 1968, upravené vydání pod názvem Samosoud in Básně, Torst a Mladá fronta 1993
- Jistota nejhoršího (výbor z básnické pozůstalosti), Praha, Čs. spisovatel 1991
- Zeď vzpomínek, Brno, Atlantis 1992
- Básně (soubor sbírek Utkvělé černé ikony, Stránky z deníku a Samosoud /původně Lynč/), Praha, Torst a Mladá fronta 1993
- Nápěvy (básně z let 1945–1954), Praha, Torst 2007
- Socha z hlasů (výbor z poezie vydaný k nedožitým osmdesátým narozeninám básníka), Praha, Torst 2011

### Detektivky (s Josefem Škvoreckým)
- Vražda pro štěstí, Praha, Mladá fronta 1962, 2. vydání – Praha, Mladá fronta 1964, 3. vydání – Praha, Mladá fronta 1989, 4. vydání – Brno, Moba 2007
- Vražda se zárukou, Praha, Mladá fronta 1964, 2. vydání – Praha, Mladá fronta 1965, 3. vydání – Praha, Čs. spisovatel 1989, 4. vydání – Brno, Moba 2008
- Vražda v zastoupení, Praha, Mladá fronta 1967, 2. vydání – Praha, Naše vojsko 1971, 3. vydání – Praha, Naše vojsko 1983, 4. vydání – Brno, Moba 2008

### Knížka pro děti
- Táňa a dva pistolníci, Praha, Svět sovětů 1965. Ke spoluautorství se v 90. letech přihlásil Josef Škvorecký, ale ze Zábranových deníků a korespondence vyplývá jen jeho „konzultační“ role.

### Deníky
- Celý život 1, 2, Praha, Torst 1992, uspořádali Dušan Karpatský a Jan Šulc, 2. vydání – Praha, Torst 1993, 3. vydání v jednom svazku – Praha, Torst 2001, úvodní vzpomínku napsal Václav Havel
- Náruč plná vřesu, Praha, Tiskové a distribuční centrum Junáka 1998

### Eseje a úvahy
- Potkat básníka, Praha, Odeon 1989, uspořádal Vladimír Novotný a Antonín Přidal, doslov Vladimír Novotný

### Uspořádal
- Pátá roční doba, Praha, Mladá fronta 1959
- Obeznámeni s nocí (Noví američtí básníci) (Čs. spisovatel, 1967), uspořádali, přeložili, předmluvou a poznámkami o autorech opatřili Jan Zábrana a Stanislav Mareš
- Jak se dělá báseň, Praha, Čs. spisovatel 1970, 2. vydání – Praha, Mladá fronta 1999, uspořádal a doslov napsal Jan Zábrana
- Lupiči mrtvol, Praha, Orbis 1970
- Horoskop orloje, Praha, Odeon 1987, k vydání připravil Antonín Přidal

### Řídil
- Sir. A. C. Doyle: Příběhy Sherlocka Holmese (1971–1975, 5.sv.), Praha, Mladá fronta
- Spisy Grahama Greena (nedokončeno, 1971, 1986, 2.sv.) Praha, Odeon

### Sbírky povídek
- Sedm povídek, Brno, Atlantis 1993, uspořádal, ediční poznámku a doslov napsal Jan Šulc
- Povídky, Praha, Torst 2012, uspořádala Marie Zábranová, ediční poznámka Jan Šulc

### Výbor z překladu poezie
- Mokré moře (Gregory Corso)
- Lunapark v hlavě, Startuji ze San Franciska, Čtu báseň, která nekončí (A Coney Island of the Mind, Starting from San Francisco Lawrence Ferlinghetti)
- Kvílení (Howl, Allen Ginsberg)
- Oheň jeřabin, Ryšavý měsíc (Sergej Alexandrovič Jesenin)
- Ruská Tristia (Osip Emiljevič Mandelštam)
- Když jsme tu byli spolu (Kenneth Patchen)
- Ariel (Sylvia Plathová)
- Muž s modrou kytarou (The Man With the Blue Guitar, Wallace Stevens)
- Větrné vlaky (Michail Světlov)

### Výbor z překladu prózy
- Rudá jízda, Povídky (Конармия, Isaak Emmanuelovič Babel)
- Pozdní hodina (Ivan Alexejevič Bunin)
- Srdce temnoty (Joseph Conrad)
- Prezydent Krokadýlů (Warren Miller)
- Básník a čas (Marina Cvetajeva)
- Doktor Živago (Boris Leonidovič Pasternak)
- Nezhašený měsíc (Boris Andrejevič Pilňak)
- Řeka Potudaň (Andrej Platonov)
- Souostroví Gulag (Alexandr Solženicyn) – zásadní podíl na samizdatovém kolektivním překladu

### Pokrytí překladu
V 70. letech a v první polovině 80. let časopisecky publikoval zcela sporadicky, a to výhradně překlady. V témže období kryl svým jménem překladatelské práce svých přátel, mj. Luby a Rudolfa Pellarových (E. Hemingway: Přes řeku do stínu stromů, Pohyblivý svátek, 1978; J. Jones: Tak už to chodí, in antologie Hlídky naděje, 1975), Antonína Přidala (J. B. Priestley: Dobří kamarádi, 1980), Anny Novákové (G. I. Uspenskij: Ulice Na Ztracence, 1978), Hany Žantovské (G. Greene: Vlak do Instanbulu, 1973) aj.
Naopak údajné Zábranovo pouhé pokrývání překladu knihy Warrena Millera Prezydent Krokadýlů (česky 1963), k němuž se na počátku 90. let přihlásil Josef Škvorecký, zpochybňuje Patrik Ouředník. Ouředník ve svém dvojím příspěvku, který následně vyvolal debatu v Kritické příloze Revolver Revue (Prezydent, nebo Krokadýl? a Čisté víno), poukazuje na nedůslednost a protichůdnost argumentů Škvoreckého.
Ouředníkovi dala zpětně za pravdu korespondence Jana Zábrany s Antonínem Přidalem  (tiskem 2018), obsahující pasáže o překladu. Editor Jiří Opelík píše: „V devadesátých letech se za jediného překladatele knihy prohlásil Josef Škvorecký, máme však za to, že mu lze na překladu přiznat jen dílčí (konzultační) participaci.“

## Připomínky
- Pamětní deska Janu Zábranovi v Humpolci[8]